# Suecia en el Festival de la Canción de Eurovisión 2023
Suecia participó en el LXVII Festival de la Canción de Eurovisión, que se celebró en Liverpool, Reino Unido del 9 al 13 de mayo de 2023, tras la imposibilidad de Ucrania de acoger el concurso por la victoria de Kalush Orchestra con la canción «Stefania». La Sveriges Television (SVT) (Televisión de Suecia en español), radiodifusora encargada de la participación sueca dentro del festival, decidió mantener el formato de selección tradicional, organizando el Melodifestivalen para elegir al representante del país en el concurso eurovisivo.
El festival fue celebrado durante 6 fines de semana desde el 4 de febrero al 11 de marzo de 2023, dando como ganadora a Loreen con el tema pop «Tattoo», compuesto por ella misma junto a Jimmy «Joker» Thörnfeldt, Jimmy Jansson, Cazzi Opeia, Peter Boström y Thomas G:son.
Tras darse a conocer el tema «Tattoo» previo a su semifinal en el Melodifestivalen, Suecia se convirtió en la máxima favorita dentro de las casas de apuestas para ganar el concurso, posición que afianzó una vez elegida Loreen como la representante sueca y conocidas las 37 canciones participantes.
Finalmente en el festival, Suecia cumplió las expectativas de las casas de apuestas, clasificando segunda en la primera semifinal con 135 puntos y cuatro días más tarde, venciendo en la gran final con 583 puntos, 340 del jurado profesional y 243 del televoto. Esta se convirtió en la séptima victoria del país en su historia, empatando el récord de más victorias en el concurso con Irlanda.

## Historia de Suecia en Eurovisión
Suecia es uno de los países «clásicos» del festival, debutando en la tercera edición del concurso, en 1958. Desde entonces el país ha concursado en 61 ocasiones, siendo uno de los países que más ha participado dentro del festival. Suecia es considerado uno de los países más exitosos del festival al colocarse dentro de los mejores 10 en 42 participaciones y logrando vencer en seis ocasiones el festival: la primera, en 1974, con el grupo ABBA y la canción «Waterloo». La segunda vez sucedió en 1984, gracias a la canción «Diggi-Loo Diggi-Ley» de Herreys. En 1991, Carola ganó con la canción «Fångad av en stormvind». La cuarta ocasión sucedió en 1999 con Charlotte Nilsson interpretando «Take me to your heaven». Posteriormente, Suecia ganó el concurso en 2012 con «Euphoria» de Loreen, poco después ganó en el 2015 con la canción «Heroes» interpretada por Måns Zelmerlöw.
En 2022, la ganadora del tradicional Melodifestivalen Cornelia Jakobs, terminó en 4.ª posición con 438 puntos en la gran final: 180 puntos del televoto (6.ª) y 258 del jurado profesional (2.ª), con el tema «Hold Me Closer».

## Representante para Eurovisión

### Melodifestivalen 2023
El Melodifestivalen 2023 fue la 63.ª edición del festival tradicional sueco. La SVT confirmó en junio su participación en el festival de la Canción de Eurovisión 2023, mientras que anunció la realización del tradicional festival sueco en julio de 2022, abriéndose el proceso de recepción desde el 26 de agosto al 16 de septiembre de 2022, habiéndose recibido 2824 candidaturas. La competencia tuvo lugar durante 6 fines de semana desde el 4 de febrero al 11 de marzo de 2023, con la participación de 28 intérpretes.
La final fue celebrada en el Friends Arena de Estocolmo, donde se realizó una única ronda donde se presentaron las 12 candidaturas finalistas y se sometieron a una votación a 50/50 entre el jurado internacional y el público sueco. En la votación, cada jurado profesional votaron las canciones con el mismo sistema de Eurovisión: 12, 10 y 8-1 puntos. En el caso del público, se crearon 8 grupos de votación, 7 por rango de edad: 3-9 años, 10-15 años, 16-29 años, 30-44 años, 45-56 años, 57-75 años y +75. Así mismo, se creó un octavo grupo que tomaba en cuenta las llamadas telefónicas. Estos grupos entregaron puntos en el mismo sistema de Eurovisión: 12, 10 y 8-1 puntos en función de la cantidad de votos recibidos.
Loreen, quien partía como la absoluta favorita del concurso, llegando a un 84 % de probabilidad de victoria en las casas de apuestas, ganó el concurso con un total de 177 puntos, 92 del jurado internacional y 85 del televoto, siendo la opción predilecta en ambas votaciones. De esta forma, Loreen se convirtió en la 62.ª representante sueca en el festival eurovisivo.
| N.º | Artista                                            | Canción                   | Jurado | Televoto | Lugar | Puntos |
| --- | -------------------------------------------------- | ------------------------- | ------ | -------- | ----- | ------ |
| 1   | Jon Henrik Fjällgren, Arc North junto a Adam Woods | «Where You Are (Sávežan)» | 23     | 58       | 4     | 81     |
| 2   | Tone Sekelius                                      | «Rhythm Of My Show»       | 15     | 5        | 12    | 20     |
| 3   | Mariette                                           | «One Day»                 | 35     | 16       | 8     | 51     |
| 4   | Marcus & Martinus                                  | «Air»                     | 71     | 67       | 2     | 138    |
| 5   | Panetoz                                            | «On My Way»               | 22     | 25       | 9     | 47     |
| 6   | Maria Sur                                          | «Never Give Up»           | 10     | 37       | 10    | 47     |
| 7   | Smash Into Pieces                                  | «Six Feet Under»          | 53     | 59       | 3     | 112    |
| 8   | Kiana                                              | «Where Did You Go»        | 37     | 39       | 6     | 76     |
| 9   | Nordman                                            | «Släpp Alla Sorger»       | 8      | 36       | 11    | 44     |
| 10  | Loreen                                             | «Tattoo»                  | 92     | 85       | 1     | 177    |
| 11  | Theoz                                              | «Mer Av Dig»              | 42     | 36       | 5     | 78     |
| 12  | Paul Rey                                           | «Royals»                  | 56     | 1        | 7     | 57     |

## En Eurovisión
De acuerdo a las reglas del festival, todos los concursantes deben iniciar desde las semifinales, a excepción del anfitrión (en este caso, Reino Unido), el ganador del año anterior, Ucrania y el Big Five compuesto por Alemania, España, Francia, Italia y el propio Reino Unido. En el sorteo realizado el 31 de enero de 2023, Suecia fue sorteada en la primera semifinal del festival. En este mismo sorteo, se determinó que participaría en la segunda mitad de la semifinal (posiciones 8-15). Semanas después, ya conocidos los artistas y sus respectivas canciones participantes, la producción del programa dio a conocer el orden de actuación, determinando que el país participaría en la undécima posición, después de Moldavia y precediendo a Azerbaiyán.
Los comentarios para Suecia en la transmisión por televisión corrieron por parte de Edward af Sillén en todas las galas, siendo acompañado por Måns Zelmerlöw en la final, mientras que la transmisión por radio fue comentada por Carolina Norén. La portavoz de la votación del jurado profesional sueco fue la presentadora del Melodifestivalen 2023, Farah Abadi.

### Semifinal 1

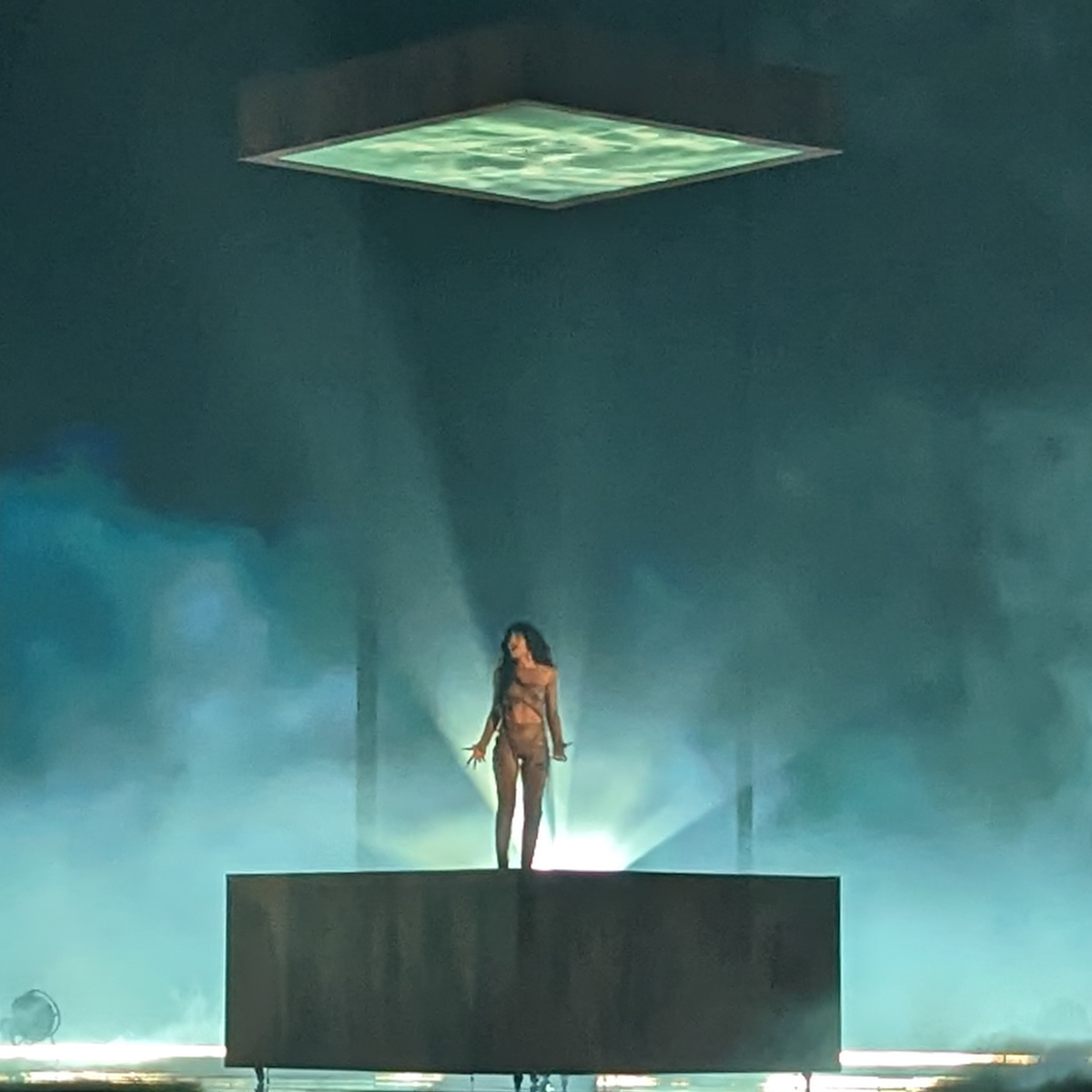
Loreen durante el jury show de la final.

Loreen tomó parte de los ensayos los días 30 de abril y 3 de mayo así como de los ensayos generales con vestuario de la primera semifinal los días 8 y 9 de mayo. Suecia se presentó en la posición 11, después de Moldavia y antes de Azerbaiyán.
Al final del espectáculo, Suecia fue anunciada como uno de los 10 países finalistas.Los resultados revelados una vez terminado el festival, posicionaron a Suecia en 2° lugar de la semifinal con un total de 135 puntos, incluyendo la máxima puntuación de Países Bajos y Malta.

### Final
Durante un sorteo previo a la rueda de prensa de los ganadores de la primera semifinal, se decidió en que mitad participaría cada finalista. Suecia fue sorteada para participar en la primera mitad de la final (posiciones 1-13). El orden de actuación revelado durante la madrugada del viernes 12 de mayo, decidió que Suecia debía actuar en la posición 9 por delante de España y por detrás de Albania. Loreen tomó parte de los ensayos generales con vestuario de la final los días 12 y 13 de mayo.El ensayo general de la tarde del 12 fue tomado en cuenta por los jurados profesionales para emitir sus votos, que representaron el 50% de los puntos.
Durante la votación, Suecia se colocó en 1° lugar en la votación del jurado profesional con 340 puntos, recibiendo una puntuación mínima de 4 puntos por parte de todos los jurados nacionales, incluyendo 15 máximas puntuaciones. Posteriormente se anunció su puntuación en la votación del televoto: la 2ª posición con 243 puntos, recibiendo como máxima puntuación los 10 puntos de 8 países y siendo puntuada por todos los televotos posibles a excepción de Finlandia. La sumatoria final de 583 puntos le otorgó a Suecia su séptima victoria en la historia del festival. De esta forma, Loreen se convirtió en la segunda artista (después del irlandés Johnny Logan) y la primera mujer en ganar en dos ocasiones el concurso, tras su victoria de 2012. Así mismo, dos de los compositores, Peter Boström y Thomas G:son consiguieron su segunda victoria como compositores. Esta fue la segunda ocasión en la historia que el país ganador solo vence la votación del jurado profesional, después del sueco Måns Zelmerlöw en 2015 y Loreen es la primera ganadora del jurado profesional que vence el festival desde Salvador Sobral en 2017.

### Votación

#### Puntuación a Suecia

##### Semifinal 1
| Televoto               | Televoto                                    | Televoto                     | Televoto                   | Televoto                   |
| 12 puntos              | 10 puntos                                   | 8 puntos                     | 7 puntos                   | 6 puntos                   |
| ---------------------- | ------------------------------------------- | ---------------------------- | -------------------------- | -------------------------- |
| - Malta - Países Bajos | - Azerbaiyán - Letonia - Noruega - Moldavia | - Irlanda - Portugal - Suiza | - Israel - Resto del Mundo | - República Checa - Serbia |
| 5 puntos               | 4 puntos                                    | 3 puntos                     | 2 puntos                   | 1 punto                    |
| - Finlandia - Francia  | - Alemania - Croacia                        | - Italia                     |                            |                            |

##### Final
| Jurado | Jurado                                                                                     | Jurado                                                                                   | Jurado                                                                | Jurado                               |
| 12 puntos | 10 puntos                                                                                  | 8 puntos                                                                                 | 7 puntos                                                              | 6 puntos                             |
| --- | ------------------------------------------------------------------------------------------ | ---------------------------------------------------------------------------------------- | --------------------------------------------------------------------- | ------------------------------------ |
| - Albania - Alemania - Chipre - Dinamarca - España - Estonia - Finlandia - Irlanda - Israel - Lituania - Malta - Moldavia - Países Bajos - Reino Unido - Ucrania | - Armenia - Austria - Azerbaiyán - Croacia - Letonia - Noruega - República Checa - Rumania | - Bélgica - Italia                                                                       | - Australia - Islandia - Eslovenia - Polonia - Israel                 | - Francia - Grecia - Suiza           |
| 5 puntos | 4 puntos                                                                                   | 3 puntos                                                                                 | 2 puntos                                                              | 1 punto                              |
| - Portugal - Serbia | - Georgia - San Marino                                                                     |                                                                                          |                                                                       |                                      |
| Televoto |                                                                                            |                                                                                          |                                                                       |                                      |
| 12 puntos | 10 puntos                                                                                  | 8 puntos                                                                                 | 7 puntos                                                              | 6 puntos                             |
| | - Albania - Australia - Azerbaiyán - Bélgica - Estonia - Islandia - Malta - Noruega        | - Chipre - Dinamarca - Grecia - Letonia - Moldavia - Países Bajos - Rumania - San Marino | - Armenia - Georgia - Lituania - Polonia - Portugal - Resto del Mundo | - Irlanda - República Checa - Serbia |
| 5 puntos | 4 puntos                                                                                   | 3 puntos                                                                                 | 2 puntos                                                              | 1 punto                              |
| - España - Reino Unido - Suiza | - Austria - Eslovenia - Israel                                                             | - Francia - Italia - Ucrania                                                             | - Croacia                                                             | - Alemania                           |

#### Votación realizada por Suecia
| Puntos    | Televoto        |
| --------- | --------------- |
| 12 puntos | Finlandia       |
| 10 puntos | Noruega         |
| 8 puntos  | Suiza           |
| 7 puntos  | República Checa |
| 6 puntos  | Croacia         |
| 5 puntos  | Portugal        |
| 4 puntos  | Israel          |
| 3 puntos  | Países Bajos    |
| 2 puntos  | Serbia          |
| 1 punto   | Noruega         |

| Puntos    | Jurado          | Televoto        |
| --------- | --------------- | --------------- |
| 12 puntos | Finlandia       | Finlandia       |
| 10 puntos | Noruega         | Francia         |
| 8 puntos  | Suiza           | Noruega         |
| 7 puntos  | Bélgica         | Italia          |
| 6 puntos  | Italia          | Suiza           |
| 5 puntos  | Croacia         | Israel          |
| 4 puntos  | Ucrania         | Reino Unido     |
| 3 puntos  | República Checa | República Checa |
| 2 puntos  | Francia         | Estonia         |
| 1 punto   | Australia       | Chipre          |

##### Desglose
El jurado sueco en la final estuvo compuesto por:
- Fredrik Kempe
- Robert Sehlberg
- Arantxa Alvarez
- Clara Klingenström
- Isa Molin

| Semifinal 1 | Semifinal 1     | Semifinal 1                | Semifinal 1                |
| N.º         | País            | Televoto                   | Televoto                   |
| N.º         | País            | Ranking                    | Puntos                     |
| ----------- | --------------- | -------------------------- | -------------------------- |
| 01          | Noruega         | 2                          | 10                         |
| 02          | Malta           | 13                         |                            |
| 03          | Serbia          | 10                         | 1                          |
| 04          | Letonia         | 12                         |                            |
| 05          | Portugal        | 7                          | 4                          |
| 06          | Irlanda         | 11                         |                            |
| 07          | Croacia         | 6                          | 5                          |
| 08          | Suiza           | 3                          | 8                          |
| 09          | Israel          | 8                          | 3                          |
| 10          | Moldavia        | 5                          | 6                          |
| 11          | Suecia          | -------------------------- | -------------------------- |
| 12          | Azerbaiyán      | 14                         |                            |
| 14          | República Checa | 4                          | 7                          |
| 14          | Países Bajos    | 9                          | 2                          |
| 15          | Finlandia       | 1                          | 12                         |

| Final | Final           | Final                      | Final                      | Final                      | Final                      | Final                      | Final                      | Final                      | Final                      | Final                      |
| N.º   | País            | Jurado                     | Jurado                     | Jurado                     | Jurado                     | Jurado                     | Jurado                     | Jurado                     | Televoto                   | Televoto                   |
| N.º   | País            | Jurado A                   | Jurado B                   | Jurado C                   | Jurado D                   | Jurado E                   | Rank                       | Pts                        | Rank                       | Pts                        |
| ----- | --------------- | -------------------------- | -------------------------- | -------------------------- | -------------------------- | -------------------------- | -------------------------- | -------------------------- | -------------------------- | -------------------------- |
| 01    | Austria         | 9                          | 23                         | 21                         | 19                         | 14                         | 20                         |                            | 21                         |                            |
| 02    | Portugal        | 13                         | 20                         | 18                         | 21                         | 16                         | 22                         |                            | 23                         |                            |
| 03    | Suiza           | 5                          | 8                          | 2                          | 8                          | 9                          | 5                          | 6                          | 3                          | 8                          |
| 04    | Polonia         | 21                         | 25                         | 9                          | 22                         | 12                         | 19                         |                            | 11                         |                            |
| 05    | Serbia          | 23                         | 9                          | 22                         | 24                         | 23                         | 21                         |                            | 14                         |                            |
| 06    | Francia         | 1                          | 13                         | 10                         | 1                          | 2                          | 2                          | 10                         | 9                          | 2                          |
| 07    | Chipre          | 15                         | 10                         | 4                          | 9                          | 11                         | 10                         | 1                          | 12                         |                            |
| 08    | España          | 14                         | 17                         | 17                         | 11                         | 10                         | 16                         |                            | 25                         |                            |
| 09    | Suecia          | -------------------------- | -------------------------- | -------------------------- | -------------------------- | -------------------------- | -------------------------- | -------------------------- | -------------------------- | -------------------------- |
| 10    | Albania         | 25                         | 14                         | 24                         | 23                         | 25                         | 25                         |                            | 16                         |                            |
| 11    | Italia          | 3                          | 16                         | 1                          | 6                          | 4                          | 4                          | 7                          | 5                          | 6                          |
| 12    | Estonia         | 16                         | 12                         | 5                          | 4                          | 24                         | 9                          | 2                          | 15                         |                            |
| 13    | Finlandia       | 2                          | 1                          | 3                          | 3                          | 1                          | 1                          | 12                         | 1                          | 12                         |
| 14    | República Checa | 10                         | 11                         | 12                         | 2                          | 21                         | 8                          | 3                          | 8                          | 3                          |
| 15    | Australia       | 11                         | 15                         | 8                          | 14                         | 17                         | 14                         |                            | 10                         | 1                          |
| 16    | Bélgica         | 18                         | 2                          | 23                         | 13                         | 13                         | 12                         |                            | 4                          | 7                          |
| 17    | Armenia         | 12                         | 24                         | 7                          | 7                          | 19                         | 13                         |                            | 22                         |                            |
| 18    | Moldavia        | 6                          | 5                          | 14                         | 10                         | 22                         | 11                         |                            | 13                         |                            |
| 19    | Ucrania         | 17                         | 19                         | 13                         | 18                         | 7                          | 15                         |                            | 7                          | 4                          |
| 20    | Noruega         | 4                          | 3                          | 6                          | 5                          | 3                          | 3                          | 8                          | 2                          | 10                         |
| 21    | Alemania        | 20                         | 22                         | 20                         | 17                         | 15                         | 23                         |                            | 20                         |                            |
| 22    | Lituania        | 22                         | 21                         | 19                         | 15                         | 18                         | 24                         |                            | 18                         |                            |
| 23    | Israel          | 7                          | 4                          | 11                         | 20                         | 8                          | 6                          | 5                          | 17                         |                            |
| 24    | Eslovenia       | 19                         | 7                          | 16                         | 16                         | 20                         | 17                         |                            | 19                         |                            |
| 25    | Croacia         | 24                         | 18                         | 25                         | 25                         | 6                          | 18                         |                            | 6                          | 5                          |
| 26    | Reino Unido     | 8                          | 6                          | 15                         | 12                         | 5                          | 7                          | 4                          | 24                         |                            |